# Johan Frederik af Württemberg
Johann Friedrich af Württemberg (5. maj 1582 i Montbeliard – 18. juli 1628) var den 7. hertug af Württemberg fra 4. februar 1608 til sin død 20 år senere.
Var i maj 1608 en af hovedmændene i Den protestantiske union, der var et forbund mellem protestantiske fyrster og byer i det tysk-romerske rige 1608-1621 med det formål at beskytte protestanternes religionsfrihed mod den katolske modreformation.